# Есперанса Гомес
Есперанса Гомес Силва (на испански: Esperanza Gómez Silva) е колумбийска порнографска актриса и модел на Плейбой, родена на 18 май 1980 г. в град Белалказар, департамент Калдас, Колумбия.
През 2005 г. печели титлата „Мис Плейбой ТВ“ в Колумбия и представя страната си в конкурса „Мис Плейбой Латинска Америка и Иберия“ в Мексико сити.
Дебютира като актриса в порнографската индустрия през 2009 г., когато е на 26-годишна възраст.